# Georges Mannlich de Bettens
Georges Mannlich de Bettens, né en août 1669 et mort le 9 mai 1751 à Lausanne, est un militaire suisse.

## Biographie

### Origines et famille
Georges Mannlich naît en août 1669, vraisemblablement à Morrens, dans le canton de Vaud. Son père, Nicolas Mannlich, est le seigneur de Bettens ; sa mère est née Marthe-Louise de Polier.
Il épouse à une date inconnue Madeleine Bibaud du Lignon, huguenote réfugiée à Genève, puis à Rolle. Ils ont une fille, Angélique, héritière de la seigneurerie, qui épouse à l'âge de 27 ans David de Saussure.

### Parcours militaire
Georges Mannlich se met au service de la France. Il commence sa carrière militaire comme cadet dans le régiment et enfin en 1739 lieutenant-général Polier. En 1685, il devient enseigne, en 1692 capitaine[réf. souhaitée] et en 1705 lieutenant-colonel du régiment de Castella. En 1719, il est promu brigadier, en 1722 colonel du régiment de Castella, en 1734 maréchal de camp et enfin en 1739 lieutenant-général.
En 1739, il prend en charge le régiment de May, qui porte le nom de régiment de Bettens jusqu'en 1751 et enfin en 1739 lieutenant-général. Ses principales missions militaires sont à Ramillies en 1706 et à Barcelone en 1714.

### Autres activités
Membre de l'Abbaye du Lion Rouge (de) à Berne, Georges Mannlich siège au Conseil des Deux-Cents de la ville de Berne de 1710 à 1745.

### Mort et sépulture
Georg Mannlich meurt le 9 mai 1751 à Lausanne, à l'âge de 81 ans.
Il est enterré dans l'Église réformée Saint-François de Lausanne.